# Wegweiser (Flechtingen)

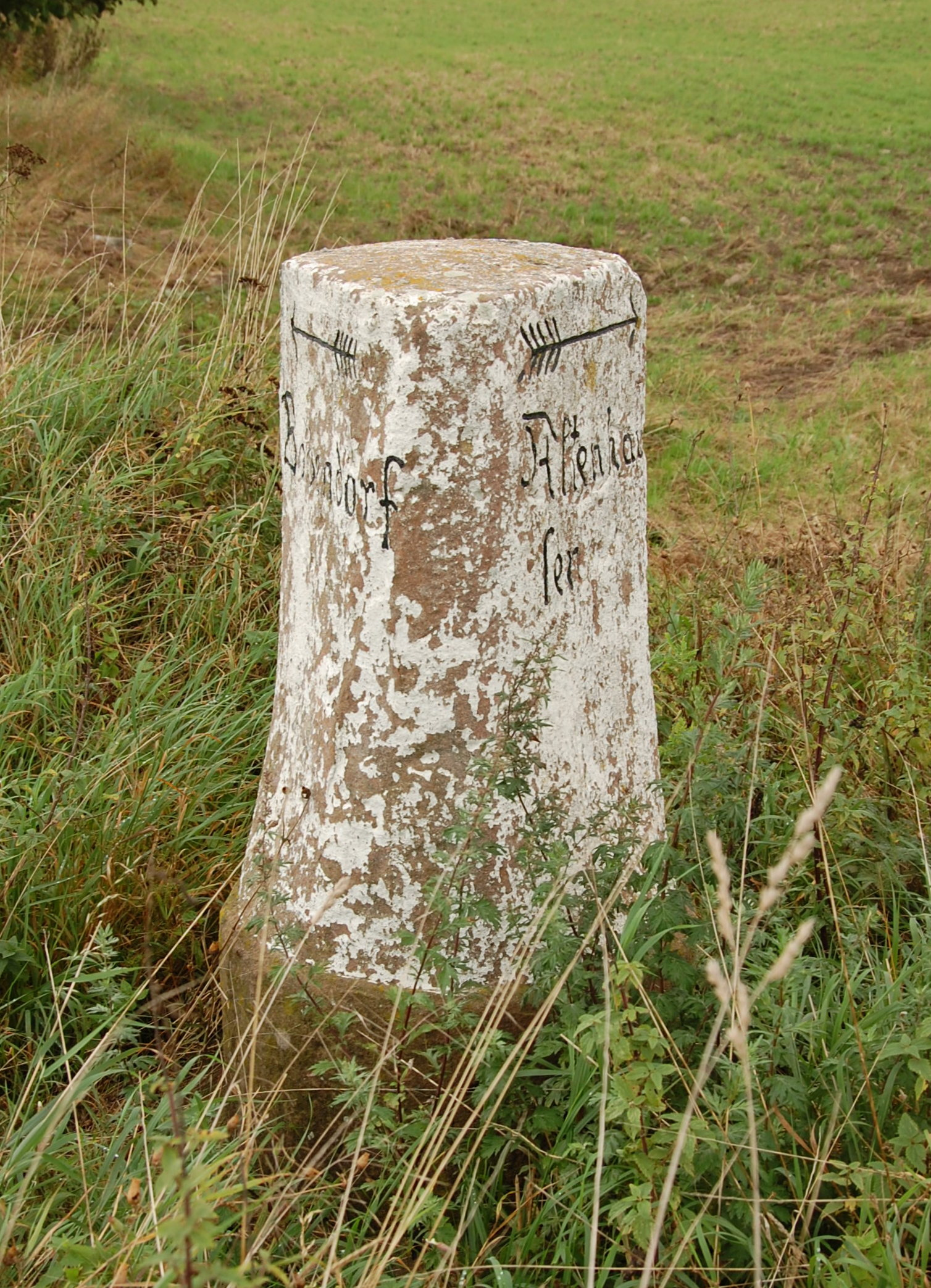
Distanzstein bei Flechtingen

Der Distanzstein ist ein denkmalgeschützter Distanzstein in Flechtingen in Sachsen-Anhalt. 

## Lage
Er befindet sich südlich des Orts auf der Ostseite der Landesstraße 25, die von Flechtingen nach Altenhausen führt. Unmittelbar nördlich des Steins zweigt ein Feldweg in Richtung Bodendorf ab.

## Gestaltung und Geschichte
Der aus Sandstein gefertigte Distanzstein stammt vermutlich aus dem ersten Drittel des 19. Jahrhunderts. Auffällig ist seine ungewöhnliche Form. Im unteren Teil besteht er aus einem runden Sockel, während der obere Teil als Dreikant ausgeführt ist. Möglicherweise hatte der Stein ursprünglich eine andere Funktion und wurde dann erst zum Wegestein umgenutzt.
Der Stein ist beschriftet. Auf seiner nördlichen Seite steht Bodendorf, auf der westlichen Altenhausen. Über den Ortsnamen befindet sich jeweils ein Pfeil, der die Richtung angibt. Im örtlichen Denkmalverzeichnis ist er als Distanzstein eingetragen.